# Collinsia parvula
Collinsia parvula là một loài thực vật có hoa trong họ Mã đề. Loài này được Rydb. mô tả khoa học đầu tiên.